# Las Ultrasónicas
Las Ultrasónicas es una banda de rock, garage, surf y punk de México  fundada por Jenny Bombo y Tere Farfissa  en la Ciudad de México influenciadas por agrupaciones como Bikini Kill y The Trashwomen. La banda ha grabado 3 discos de estudio y participado en múltiples soundtracks.
Las Ultrasónicas se convirtieron en un referente del rock en México hecho por bandas femeniles, influyendo a otras chicas a componer sus propias creaciones musicales de rock, tocar sus propios instrumentos y construir de forma autogestiva su propia escena. Su actividad abriría espacios a otras bandas integradas por mujeres como Ruido Rosa, Descartes a Kant , Le Butcherettes y Feminais, entre otras.

## Historia

### Primeros Años
El grupo fue formado en 1996 por Tere Farfissa (Teresa Terán) y Jenny Bombo(Jennifer Tijerina) quienes se conocieron en la tienda de discos "Dark Zone" propiedad de la primera. Jenny Bombo le había propuesto a Tere Farfissa que sacara su órgano Farfissa ( de ahí su nombre artístico), lo desempolvara y comenzaran a tocar .  Motivadas por crear una all-female band, entre sus influencias iniciales estuvieron grupos integrados por mujeres en México como Loba y Flor de Metal y del sonido de otras bandas como The Sonics y The Kingsmen basándose en el rock, el rock and roll, el garage rock, el surf y el punk; la influencia del movimiento riot grrrl con letras abiertamente libertarias, contestatarias y con referencias sexuales explícitas en un estilo que desafiara los roles de género, la cosificación sexual de la mujer en el rock y la femineidad. Otras bandas que influenciaron al sonido de Ultrasónicas fueron The Mummies, Ramones ,Sex Pistols , Black Sabbath y The Clash. 

La música de las Ultrasónicas es una música, justamente, trasgresora, desfachatada, desparpajada, es una de la que se hace necesario comprender más que desde los sonidos estridentes de sus instrumentos, desde el centro mismo del territorio áspero que a través de las letras de sus canciones las ubican en situación y etapa de su vida como parte de un sector típico de la juventud de nuestros días.
Revista Proceso

### Origen del Nombre y primera formación
Una vez que Jenny Bombo convenció a Tere Farfissa, acordaron formalmente conformar una banda , comienzan los primeros ensayos donde Ernesto Fuzz On, pareja sentimental de Tere Farfissa propone el nombre de Ultrasónicas fusionando elementos de bandas que les gustaba a Jenny , Tere y el propio Ernesto como  The Ultra 5, Sonic Youth y The Sonics  y resultó del agrado de  Farfissa y Bombo ya que "Ultrasónicas" lo asociaban al espacio exterior y a la ciencia ficción, elementos presentes en sus primeros temas. Otros nombre propuestos fueron "Las psicotrópicas" y "Ecosónicas".

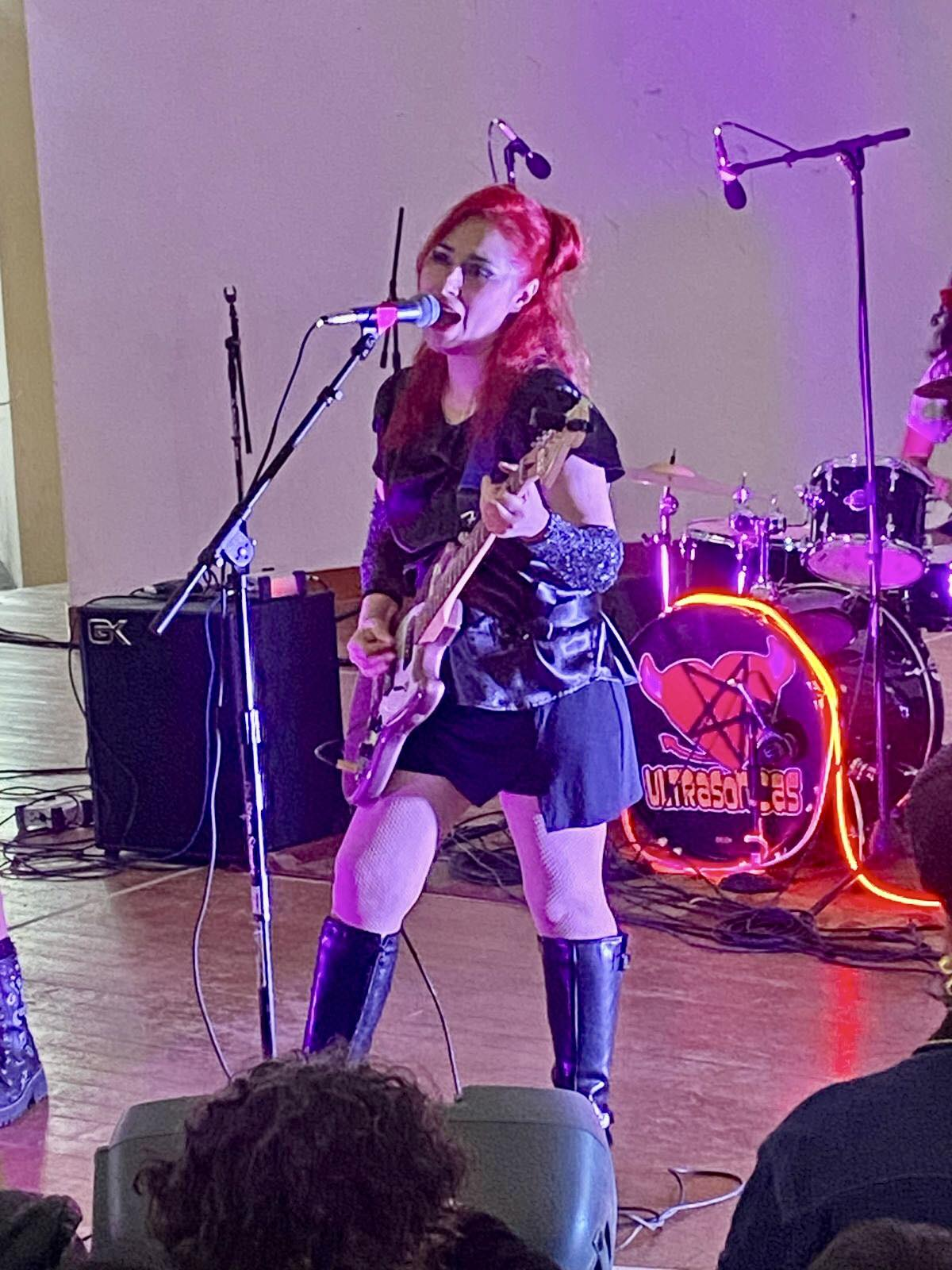
Jenny Bombo, fundadora de Las Ultrasónicas

La tercera ultrasónica en unirse sería Jessy Bulbo (Jessica Araceli Carrillo Cuevas)  ya que era novia de Carlos, bajista del grupo "Los Sicóticos"(sic) banda conocida por Tere Farfissa y Ernesto Fuzz On. Fue precisamente Carlos quien enseño a Jessy Bulbo a tocar bajo eléctrico. Jessy conoció a Jenny Bombo en una tocada quien le comentó que estaba haciendo una banda de mujeres invitándola a probarse. Inicialmente Jessy Bulbo fue rechazada por su poco dominio del instrumento. 
Por un periodo corto , Jenny y Tere se reunían en el piso superior de la "Dark Zone"  y algunos amigos apoyaron los primeros ensayos como Román Sónico en guitarra. La primera actuación se concreta completando una efímera alineación con Ricardo Rendon en guitarra ,Mónica Vargas en voz, Jenny Bombo en Batería y Tere Farfissa en órgano en un evento donde también actuó Mazinger Z y los Sicóticos despidiéndose de los escenarios . Jessy Bulbo asiste a la presentación pero únicamente como espectadora. Jessy después de un fallida primera incorporación a Las Ultrasónicas  se pone a practicar y regresa algunos meses después para audicionar y quedarse con un lugar en la agrupación. 
La alineación se completaría en 1996 y 1997 con la integración Suzy-A Vox (Susana Vargas)  como vocalista principal  para suplir a su hermana Mónica y poco después  Ali Gua Gua inicialmente conocida como Ali Wah-Wah (Ali Gardoqui De la Reguera) en la guitarra quien formaba parte del grupo "Las Monas" (junto a la australiana Therese Reeves) y quien fue invitada a la banda por Jessy Bulbo (a quien conoció en un recital de trova), Gua Gua acepta con la condición de que Jenny Bombo tocara la batería en la banda de Ali (Las Monas). Ali Wah Wah que es originaria de Veracruz , se encontraba en la Ciudad de México estudiando cinematografía y trabajando como asistente de sonido en películas y agencias de publicidad.
Inicialmente Jenny y Ali combinaban la actividad de Las Ultrasónicas y Las Monas en un acuerdo que consistían en que Jenny Bombo tocara con Las Monas mientras que Ali Gua Gua tocaba con Las Ultrasónicas, pero el regreso de Therese Reeves a su país (Australia) deriva en la disolución de la agrupación Las Monas por lo que Ali queda fija en Las Ultrasónicas.    
Ya establecidas como quinteto, empiezan su carrera musical con algunos covers de bandas que les gustaban siendo  The Mummies la primera de ellas para rápidamente componer sus primeros temas como fue el caso de "Tema de las Ultrasonicas". Sus primeras presentaciones se hicieron en fiestas de amigos y cumpleaños a los que eran invitadas.
El ingreso de Ali marcó el principio del proceso de salida de Tere Farfissa quien estaba en contra de la influencia que podía tener Ali en Jenny así como manifestarse en contra de algunos comportamientos y aficiones de Ali Gua Gua con las cuales Farfissa se mostraba incompatible. El punto de desencuentro se dio cuando  Ali, Jenny y Jessy acudieron una noche al Foro Alicia donde se presentaba la banda "Los Esquizitos" y donde espontáneamente fueron invitadas a tocar (lo que se conoce en México como "palomazo") y ellas aceptaron, este hecho generó molestia en Tere quien consideró que no debieron actuar sin ella y  propuso las salida de Ali (a quien Tere no consideraba aún miembro oficial ) o la separación de la banda. Debido a que Jenny, Ali y Jessy no estuvieron en acuerdo con las peticiones de Tere se dio la salida de la organista  a pesar de la actitud conciliadora de Jenny Bombo dejando esta primera alineación de quinteto con una duración de 9 meses y eliminando el órgano como instrumento de su sonido. La carrera musical de Tere Farfissa continuaría al formar unos años más adelante Los Mustang 66 con una orientación muy marcada al sonido Garage  y con una alineación de músicos no fija.   
Una vez reducidas a cuarteto, se establece la casa de Ali como el lugar de ensayo donde se empiezan a gestar diversos temas de Ultrasónicas que verían la luz en su primer disco. Gracias al acceso que Ali tenía a material de sonido por sus estudios de cinematografía deciden grabar estos primeros temas con dos micrófonos y la ayuda de una amiga de Ali para poner pausa a la grabadora que registraba los instrumentos. Posteriormente se añaden voces en la Sala de Doblaje de la escuela de cine donde la guitarrista estudiaba.   
El grupo comienza a hacerse una reputación en la escena de la Ciudad de México empezando a presentarse en bares y restaurantes de las colonias Roma y Condesa en la capital del país sin ser necesariamente lugares de rock. Entre los lugares donde inicialmente se presentaron estaban "El tapanco de los enanos" y "La Casa de Cantera" para poco a poco  ser grupo frecuente de sitios como el Multiforo Alicia donde comparten escenario con grupos emergentes como Alfombrator y Mazinger Z.   

### Yo fui una adolescente terrosatánica (1997-1998)
Con las Ultrasónicas teniendo sus primeras presentaciones y definidas como cuarteto, Jenny Bombo se muda a Pittsburgh debido a que entabla una relación sentimental con Max , baterista de la banda The Cynics a la cual apoya como parte de su personal y en actividades de venta de mercancía de dicha banda. Finalmente Jenny estando en Estados Unidos hace contacto con la banda The Pleasure Fuckers (específicamente con Kike Turmix )  a quienes les obsequia una copia de aquella grabación casera hecha en casa de Ali  en 1997. Dicha grabación en formato de casete llega a manos de Iñigo Pastor de Munster Records de España  mediante Kike Turmix quien decide publicarla en 1999. Las Ultrasónicas hacen llegar a Iñigo Pastor una grabación de mejor calidad respecto al primer casete misma que fue convertida en el disco que fue editado en formato  LP 10" bajo el titulo de Yo fui una adolescente terrosatánica  con la etiqueta de "Versiones Demo".

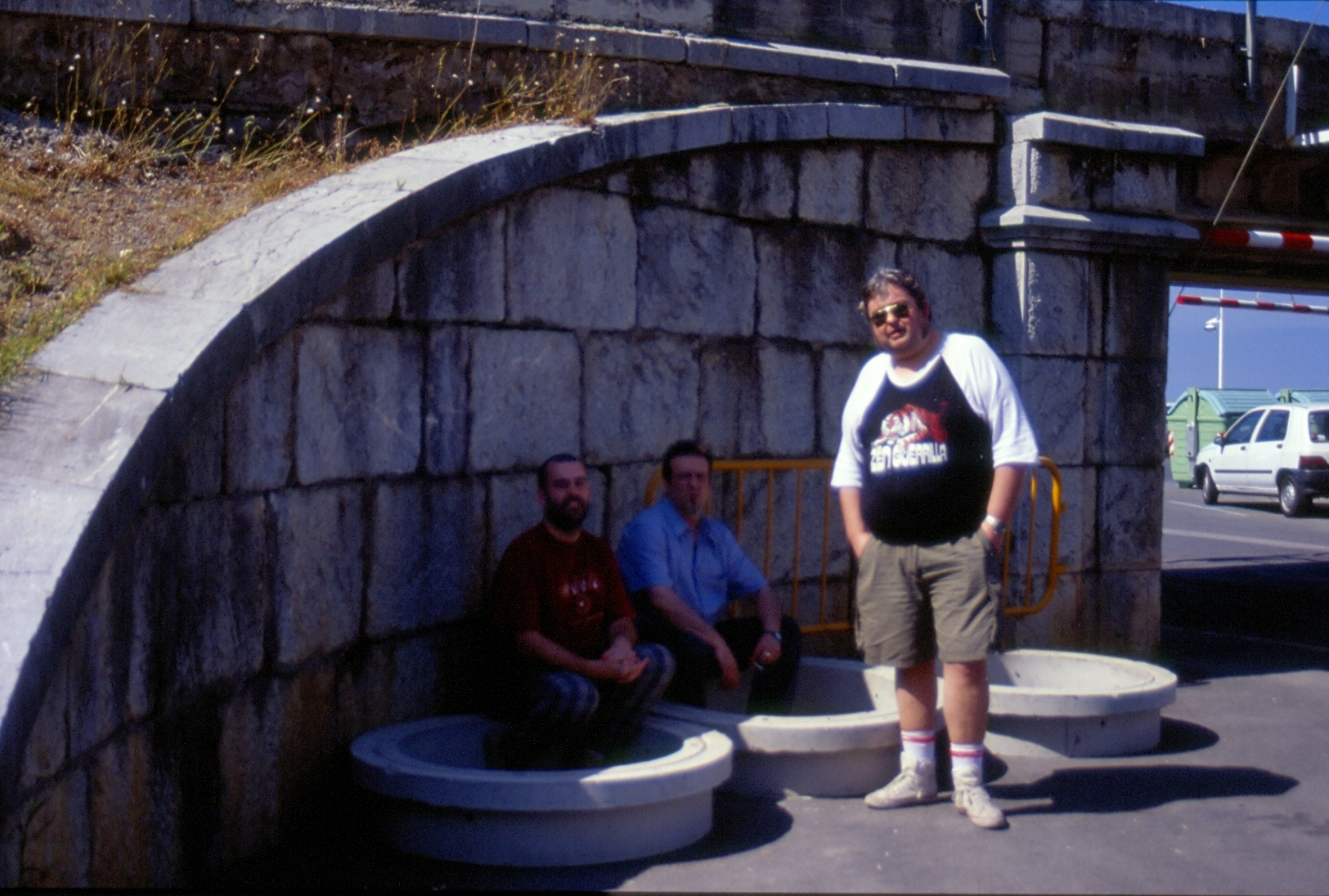
Kike Turmix(de pie) quien hace llegar a Munster Records la cinta que Jenny Bombo le entrega.

 Dicho material solo tuvo distribución y venta tanto en Estados Unidos como en España con 500 copias, al grupo se le entregarían 10 piezas.  Posteriormente se realizaría una publicación en México aunque solo en CD. Algunos meses adelante el grupo realiza nuevas tomas en el Estudio Cubo 16 al sur de la Ciudad de México para grabar un álbum  de 14 temas (incluyendo una versión de "Sweet Leaf" de Black Sabbath) de bajo el mismo nombre Yo fui una adolescente terrosatánica pero esta vez con la etiqueta "Versiones Definitivas". El concepto del disco fue influenciado por la ciencia ficción y presentaba al grupo como seres extraterrestres y del espacio, aprovechando dichas metáforas para criticar aspectos la falta de espacios para el rock. Este disco incluyó canciones de inmediata repercusión como  «Vente en mi boca» (un surf que hace referencia al sexo oral inspirado en «Come into my mouth» de Thee Headcoatees) «Quiero ser tu perra» (cóver a Iggy Pop) y «Monstruo verde», canción que fue incluida en la película "Perfume de Violetas" de Marise Sistach, estrenado en 2001  y que llegó a oídos de la directora de la película debido a que Ali Gua Gua estudiaba cinematografía en el Centro de Capacitación Cinematográfica y fue miembro del personal de dicha cinta. 
El título del disco es la combinación que realizaron Ali Gua Gua y Jenny Bombo del nombre de dos películas, "Yo fui un joven terrorista de T.V." (U.S.A. 1985) y "Un lobo adolescente" (U.S.A. 1985) además de mezclarlo con el término "terrosatánico" que venía de "narcosatánico", un episodio criminal de gran impacto en México. 
Con Jenny Bombo en EE. UU. y el resto de la banda en México da inicio a un periodo de intermitencia en las presentaciones, ensayos y compromisos que la banda podía generar por lo cual Jessy Bulbo se muda a Veracruz y sufren la baja de su vocalista Suzy-A Vox quien decide enfocarse a su vocación por la pintura y atender sus compromisos familiares y laborales. Con la salida de Suzy-A Vox, Jessy Bulbo pasa a tomar el rol de vocalista de las canciones que eran interpretadas por Susy-A y con un papel mucho más protagonista en el escenario , si bien las 3 ultrasónicas tenian voz lider en diferentes canciones aunque para efectos prácticos "Las Ultrasónicas" se encuentran como un proyecto pausado. 
Por su parte, Ali Gua Gua se dedica a realizar actividades de promoción del disco de la banda en cualquier medio o foro que le diera espacio y se integra paralelamente a la banda Intestino Grueso. 
En el año 2000 la banda Titán invita a las Ultrasonicas a aparecer como protagonistas del video de su primer sencillo "Corazón" pero Jenny Bombo estaba en EEUU viviendo por lo que solo acuden al llamado Jessy Bulbo y Ali Gua Gua quien además invita a su compañera de banda en Intestino Grueso , la baterista Amy Brown a aparecer en dicho video . Esta grabación y su alta rotación en canales como MTV creo la falsa de idea de que Titán era una banda femenina .  

### Ohh sí, Más... Más!!! (2002)
Entre 2001y 2002 Alejandro Marcovich (ex-guitarrista de Caifanes y productor musical) crea para Sony Music el subsello "Discos Termita"  enfocado en bandas emergentes y reclutando a las bandas Pink Punk, Yucatán A Go-Gó, Las Ultrasónicas y Lady Bombón.  Las 3 primeras bandas publicaron álbum con dicho subsello que desaparecería en 2003.

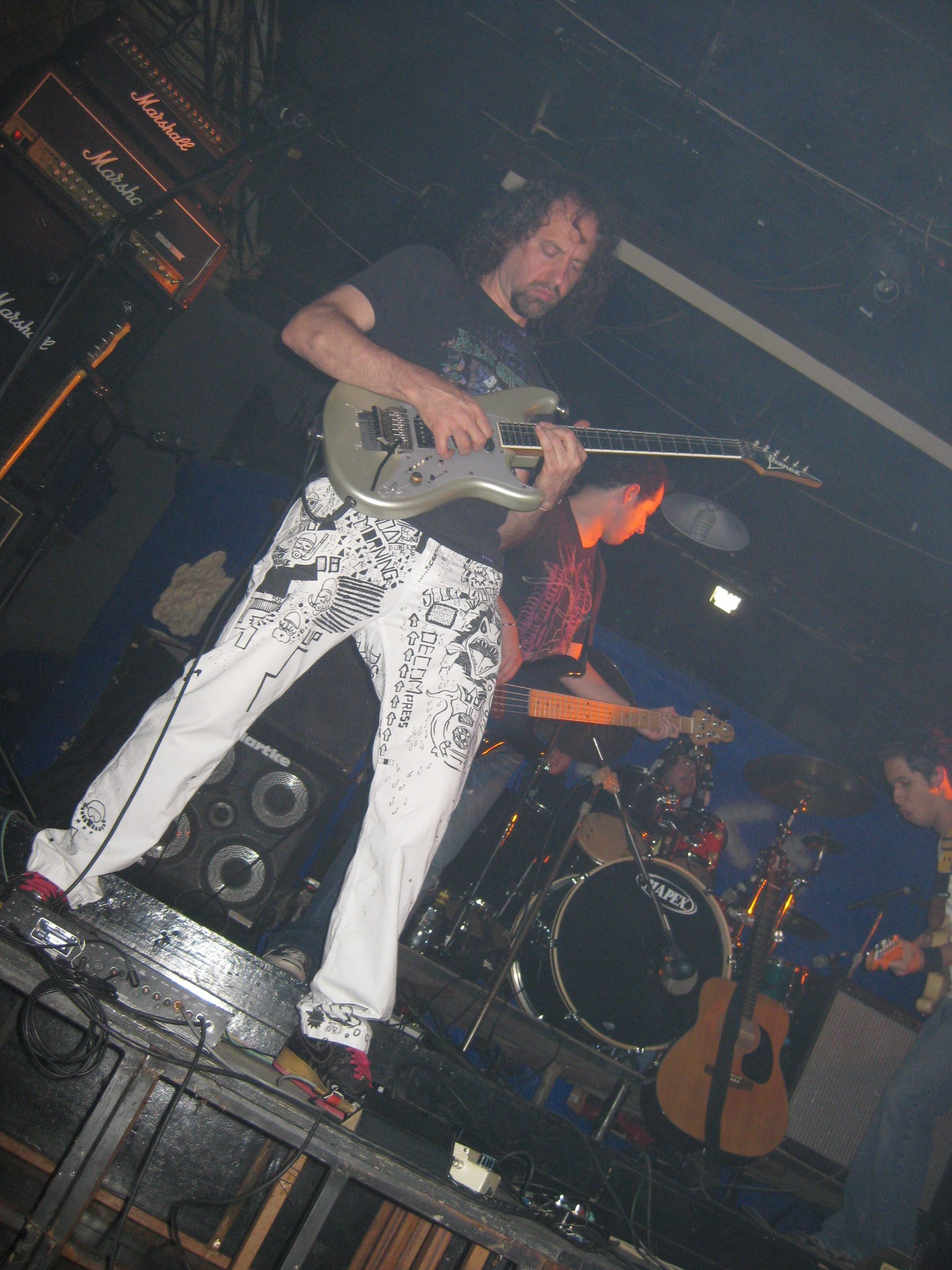
Alejandro Marcovich produciría el segundo disco de Ultrasónicas.

El contacto se dio por la visita de Marcovich al Multiforo Alicia  quien se encontraba recolectando demos de bandas e hizo contacto con Ali Gua Gua quien a su vez contactó al resto de la banda. Jessy Bulbo vivía en Jalapa y Jenny (después del llamado de Ali) decide regresar a vivir a México de manera permanente después de permanecer 3 años entre Pittsburgh y San Francisco, para reactivar a Las Ultrasónicas y establecer un itinerario de ensayos y presentaciones. Una vez firmado el contrato con Sony, la grabación del álbum se realizó en el estudio "Vicente Fernandez" de Sony en Naucalpan, Estado de México. Las grabaciones se realizan bajo la producción de Marcovich quien proporciona  a las Ultrasónicas de un amplio catálogo de guitarras y efectos para lograr el mejor resultado posible. La dirección de Marcovich también contó con la oposición de en algunas sugerencias como grabar una versión de "Que grosero " en inglés. Las mezclas de dicho álbum estuvieron a cargo de León Granados  quien había trabajado con Kiss y Guns and Roses entre muchos más. Se lanzó como primer sencillo «Qué grosero»  que contó con una versión censurada que permitiría su rotación en la radio.

### Salida de Jessy Bulbo (2002)
Con nuevo disco y eventos de promoción del mismo, la banda tendría un periodo de inestabilidad generado por las negociaciones con su productor  Alejandro Marcovich quien solicita a la agrupación que firmaran con su editora musical además del 30% de los ingresos totales de Ultrasónicas propuesta que molesta a Jenny Bombo y Ali Gua Gua pero que cuenta con el apoyo de Jessy Bulbo quien había desarrollado una relación personal con Marcovich, al final el grupo no firma con la editora del guitarrista y lo hacen con Warner Music donde encuentran condiciones más favorables. Derivado de la negativa de dos terceras partes de las Ultrasónicas para acceder a las demandas de Alejandro Marcovich, se genera una tensión entre sus integrantes que deriva en la salida voluntaria de Jessy Bulbo de la agrupación argumentando tener intereses artísticos en el baile, ante dicha situación la agrupación no tenía certeza de hasta que fecha ( de las ya comprometidas por la banda ) estaría Jessy Bulbo. Jenny y Ali comienzan a ensayar con una bajista de apoyo debido a que tenían en puerta la presentación del disco sin tener certeza sobre si Jessy se presentaría, finalmente Bulbo terminó cumpliendo con esa presentación convocada por Sony  para los Medios de comunicación y que se convertiría en la última de la bajista con Ultrasónicas. A esta ultima presentación asistió Roxxxy Glam , quien eventualmente se quedaria con el puesto de bajista. Jessy Bulbo alcanza a dejar grabado el video del primer sencillo (dirigido por Ali Gua Gua y con la participación de decenas de aficionados mediante una convocatoria). Después de una pausa Jessy Bulbo  y motivado por Alexis Ruiz, vibrafonista de Paté de Fuá, forman un dúo llamado Bulberizer, que luego cambiaria a Jessy Bulbo y La Chen-Chachón para finalmente modificar a simplemente "Jessy Bulbo" .

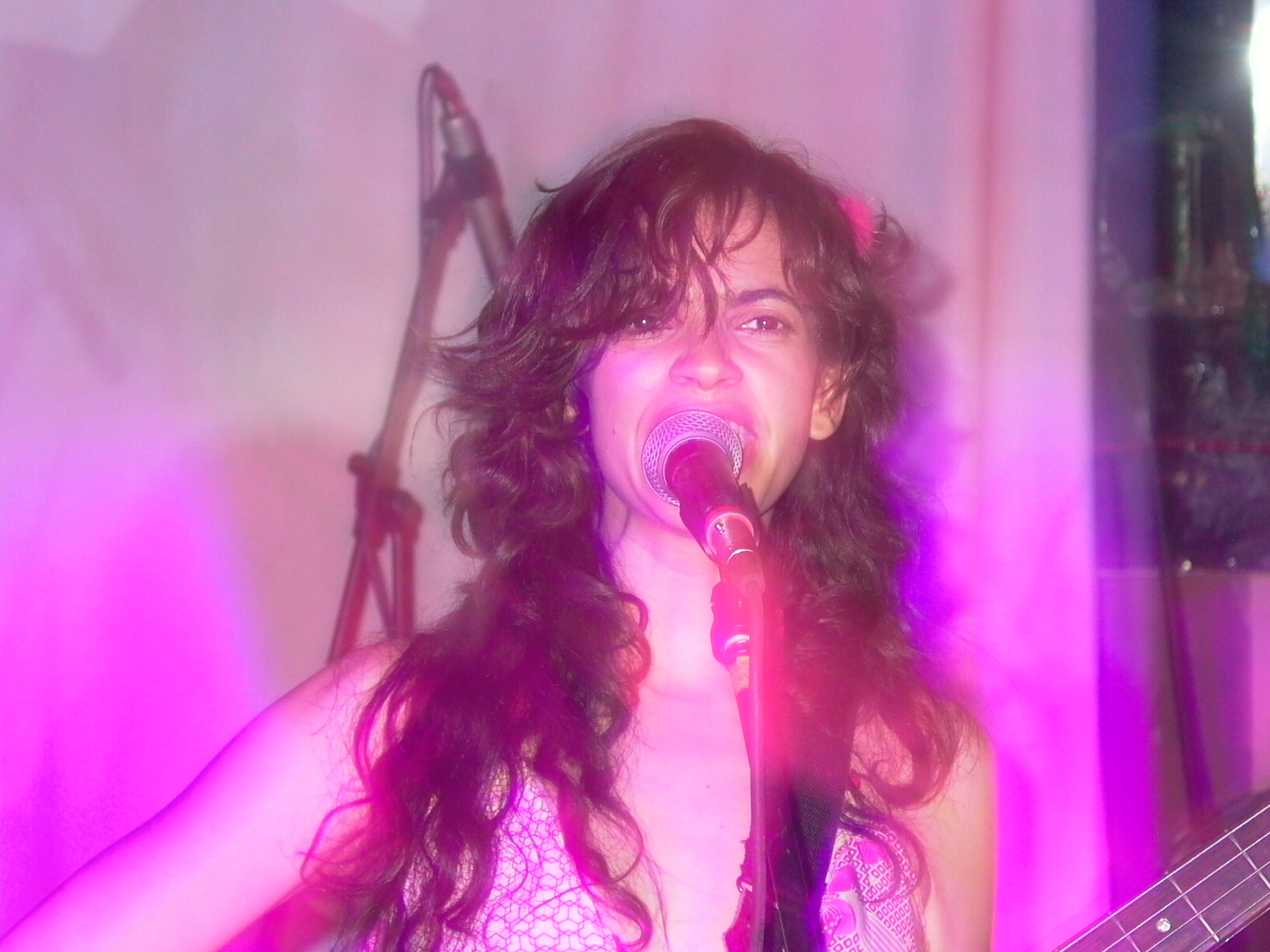
Jessy Bulbo dejaría la banda a finales de 2002.

### Ingreso de Roxxxy Glam y Eddie Micro
Con la salida  a finales de 2002 de Bulbo quien se desempeñaba como bajista y voz principal, la banda decide reclutar las dos posiciones por separado ya que tanto Jenny como Ali no se sentían con las competencias bien desarrolladas para tomar el puesto de vocalista principal mas alla de que ya interpretaban algunos temas como primera voz.  Claudia Black quien era amiga de la banda desde sus primeras presentaciones se involucró activamente en las actividades y agenda de la agrupación hasta llegar a representarlas, estuvo a cargo de contactar y organizar las audiciones para encontrar reemplazo de Jessy Bulbo.  

Después de algunas audiciones, optan por Roxxxy Glam como bajista quien era personal de la banda Gato Madre y que compartían lugar de ensayo en un predio de la calle de San Luis en la colonia Roma con las Ultrasónicas, Resorte y otras agrupaciones. Cada banda tenía su espacio pero debido a que Alejandro Marcovich era quien pagaba la renta de Las Ultrasónicas y una vez rota la relación entre Ultrasonicas y el productor ,este último deja de financiar el dicho lugar y Gatomadre invita a las Ultrasonicas a ensayar y resguardar su equipo en el mismo espacio. Roxxxy Glam a raíz de la vacante comenzó a practicar en dicho instrumento con la asesoría de algunos músicos como Ricardo De la O  (Gato Madre, Boligoma). Para el puesto de vocalista de inclinan por Flor Edwarda Gurrola quien tomaría el nombre artístico de Eddie Micro quien tenía antecedentes en la banda "Alfombrator"  y que había coincidido con las Ultrasónicas en diferentes presentaciones. Flor Edwarda tuvo la recomendación directa de Ali Gua Gua quien incluso había contemplado su ingreso a la banda desde la salida de Susy-A y se inclinaron por ella más por su presencia escénica y dominio del escenario que por su calidad vocal. Ya con una alineación como cuarteto, hacen su debut en el Hard Rock Cafe de la Ciudad de México en un show con Moderatto y graban el video del segundo sencillo, "Descocada" que estuvo inspirado en la película Faster, Pussycat! Kill! Kill!  protagonizada por Tura Satana y contando con dos versiones que tuvieron rotación en canales especializados.

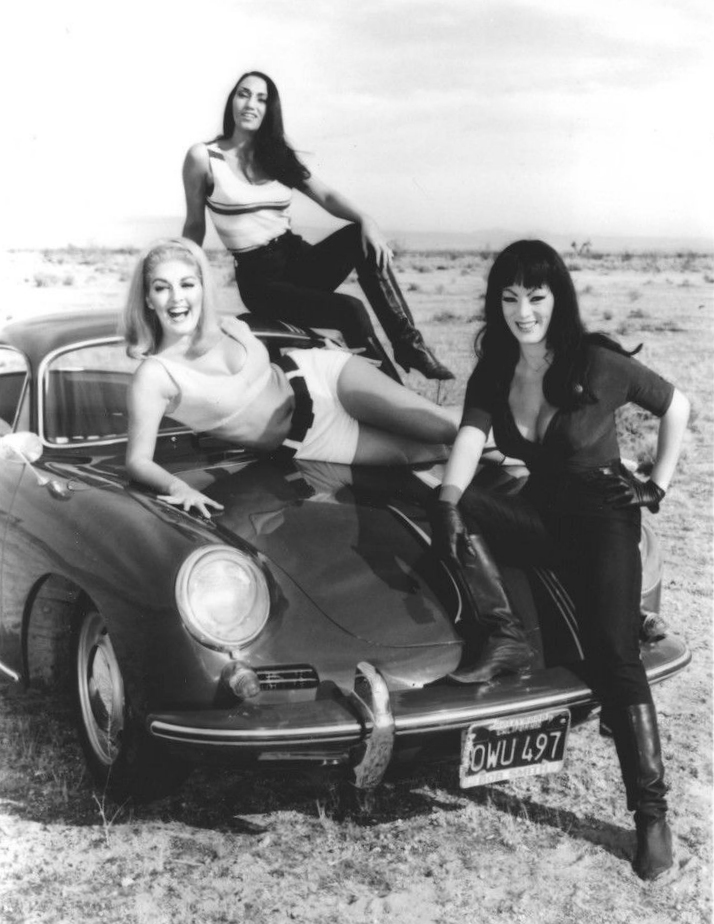
Faster, Pussycat! Kill! Kill! serviría de inspiración para el video de "Descocada".

En 2003 son invitadas a tocar en el festival "Vive Latino" donde se caracterizan de la muñeca Barbie siendo Jenny la versión Splash, Ali la versión deportista, Roxxxy la versión masoquista y Eddie la versión novia. 
Su creciente exposición les permite participar en las bandas sonoras de diversas películas y son invitadas a hacer un cameo en la película "Dream - Sueño Americano" filmada en EEUU. El grupo acepta la invitación para ir a EEUU pero Eddie Micro no obtiene la visa por lo cual no puede viajar a la filmación ni  participar en los posteriores eventos de la banda en Estados Unidos lo que derivaría en su salida permanente en 2003 dejando su estadía en Ultrasónicas  en únicamente 6 meses, Jenny y Ali pasan a asumir el rol de vocalistas y establecidas como un "power trio" graban el video de la canción "Godzilla".

### Corazón Rocker
En 2007 editaron el álbum Corazón Rocker de manera independiente el cual incluyó temas como «El rock de la pájara Peggy» y «Ñero». En este álbum trabajaron con el productor Michael Lucas, integrante de bandas como The Mummies y The Phantom Surfers y experimentaron a incluir otros estilos dentro del rock como el llamado rock urbano. Corazón Rocker no dejaría de lado el carácter contestario ni rebelde de la banda lo cual manifestarían en el tema "Vive Cochino" el cual es una crítica abierta al Vive Latino y sus precios, dicha canción les costaría un veto que duraría hasta el año 2024 a pesar de los esfuerzo para ingresar a las "Ultras" a diferentes ediciones del mencionado festival. Para complementar el álbum se incluirían temas previamente presentados en soundtracks como "Camel de Sevilla" (Matando Cabos, México 2004) y "I´m Fucking pregnant" (Dream, USA, 2005).
Para la promoción del álbum se grabaría el video de  «El rock de la pájara Peggy» 
La banda comienza a experimentar una vez más una periodo de inestabilidad debido a la incorporación de las integrantes a diferentes proyectos,  Ali Gua Gua se une al grupo argentino de cumbias llamado Kumbia Queers (desde 2007) lo que genera que la guitarrista tenga que alternar su residencia entre México y Argentina con las dificultades logísticas que esto representa.  En ese mismo año Roxxxy Glam inicia un grupo junto a su esposo y otros músicos llamado "Coapa Bitch".
En 2011 el grupo celebra su XV aniversario en el Multiforo Alicia con diferentes invitados especiales como Lino Nava ( La Lupita ) y Dr. Fanatik . En ese mismo evento comparten cartelera con Loba ( donde cantaria años adelante Roxxxy Glam ) y Los Mustang 66 que tenían en sus filas a Tere Farfissa por los que se da durante ese evento una reunión de Ultrasónicas con la que fuera una de sus fundadoras.
En 2012 Jenny Bombo  funda la banda llamada "Las Navajas " junto a la artista Dementia Sinner con quienes permanece hasta el año 2018.

### Separación y Proyectos Nuevos (2013-2022)
En el año 2013, después de una gira por Colombia tocando en el festival Rock al Parque, la banda decide poner un receso indefinido en su carrera en buenos términos debido a tensiones y desacuerdos en el grupo. La pausa hace que cada integrante explore sus proyectos personales, Ali Gua Gua  continua con la banda argentina Kumbia Queers con quien graba 3 discos y desarrolla  su faceta de DJ Guaguis. Jenny Bombo cuenta ahora con más tiempo para desarrollar diferentes proyectos siendo el más importante el de Las Navajas desde 2012 y hasta 2018 como guitarrista con quienes graba el álbum "Rock and Roll filoso" y comienza la grabación de su primer álbum solista. Roxxxy Glam se une como vocalista en el Tour USA de la banda femenil Loba , previamente fundaría la banda de  CoapaBitch junto a algunos miembros de Gatomadre y otros músicos . Las relaciones laborales nunca se interrumpen ante la incorporación del catálogo de Ultrasónicas a las plataformas de streaming lo que genera constantes pláticas principalmente entre Ali y Jenny. 

### Vuelta a la actividad y Salida de Ali Gua Gua (2022)
En el año 2022, después de casi 10 años en inactividad musical, se anuncia el retorno de Las Ultrasónicas como parte del elenco a presentarse en el festival Rock al Parque en Colombia a festejarse el 26 y 27 de noviembre y el 3 y 4 de diciembre en la ciudad de Bogotá siendo el 3 de diciembre la fecha asignada para la banda mexicana. Rodrigo Duarte, empresario y miembro de Roma Records en Colombia es el responsable de gestar el reencuentro de las Ultrasónicas ya que anteriormente había requerido de los servicios de la agrupación en el país sudamericano y fue quien contactó a Jenny Bombo para hacerles la propuesta de una presentación en Colombia. 

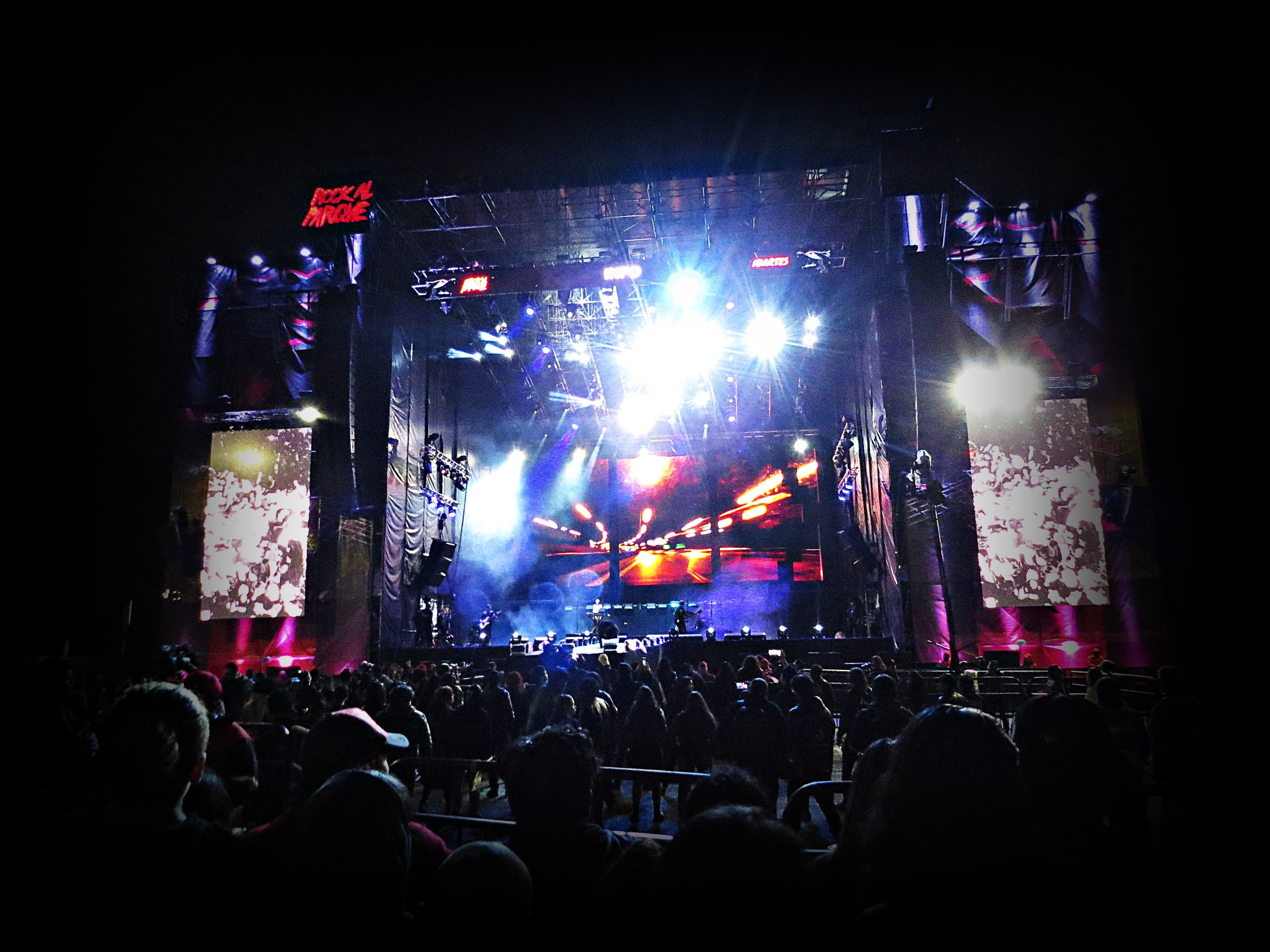
"Rock al Parque 2022" en Colombia marcaria el regreso de Las Ultrasónicas.

Posteriormente se presentaron en el Vive Latino 2024  donde cada integrante rindió tributo a grupos que les han influenciado al caracterizarse, Roxxxy Glam  haciendo homenaje a Jerry Only de Misfits , Ali Gua Gua a Robert Smith de The Cure y Jenny Bombo a Ace Frehley. La presentación sirvió de despedida para  Ali Gua Gua, quien había anunciado días antes en sus redes sociales que dejaba la banda. Ali Gua Gua retoma sus proyectos musicales más enfocados a la cumbia, también retoma sus actividades como DJ Guagüis y sus emprendimientos gastronómicos. Ricardo De la O (Gatomadre, Boligoma, Coapa Bitch)  que ya formaba parte del staff de la banda asume el manejo de las Ultrasónicas.    
La salida de Ali genera una nueva configuración de la banda . Jenny Bombo pasaría al frente para ocupar la guitarra eléctrica quedando vacante el puesto de baterista . Para atender los compromisos venideros realizan una convocatoria . Josie Noise (Baterista de Las Fokin Biches) es la encargada de tocar en los primeros eventos para posteriormente convertirse en Drum Tech de Ultrasónicas y dar paso a la incorporación de Azyi Kragdrom como baterista titular aun sin la etiqueta de integrante oficial .    
Durante el segundo semestre de 2024 la banda se presente en Reactor 105.7 donde estrena el tema "Beso de 3" y una semana después realizan un concierto en el foro Indie Rock donde vuelven a estrenar tema, en esta ocasión siendo "Te la pelaste conmigo" con Roxxxy Glam como primera voz. 
El primero de marzo de 2025 Roxxxy Glam y Jenny Bombo recibieron el reconocimiento  "Pioneras y Herederas del Rock en México" de manos de la Secretaria de Cultura de la CDMX y la Jefa de Gobierno de la CDMX y participaron en el festival "Sirenas al Ataque"  en un cartel integrado enteramente por mujeres donde Las Ultrasónicas interpretaron "El Diablito Loco" original de Leda Moreno y "Pobre de Ti" (acompañadas por Cecilia Bastida) original de Tijuana No . Posteriormente participan en el festival "Noches de Primavera " organizado por la secretaria de cultura del gobierno de la Ciudad de México.   

## Controversia sobre la autoría y créditos de los temas
Desde el inicio de la banda y con la creación de las primeras canciones, Las Ultrasónicas  trabajaron como un colectivo creativo y todos los temas compuestos fueron firmados y registrados por las tres integrantes que aportaban letras y arreglos (Ali, Jenny y Jessy)  aun y cuando en muchas canciones había claramente una única compositora y bajo este lineamiento se manejó la banda con la aprobación de todas las componentes de Ultrasónicas , por ejemplo , "Monstruo Verde" que es una composición enteramente de Jenny Bombo fue registrada a nombre de Ali Guagua, Jessy Bulbo y la propia Jenny Bombo. Este acuerdo funciona desde la publicación primer disco y se mantiene hasta su segundo álbum. De tal forma que cualquier ingreso por conceptos de composición estuvieran repartidos de forma justa en un 33.33% para cada una de las integrantes no importando quien fuera la autora.  Esta información está ampliamente detallada en el Podcast "Rockabulario" conducido por Pasto Pastor del 18 de julio de 2024.

## Integrantes
- Jenny Bombo (batería, guitarra, piano, coros y voz)
- Roxxxy Glam (bajo y coros)

### Integrantes pasadas
- Jessy Bulbo (bajo y voz)
- Ali Gua Gua (guitarra y voz)
- Tere Farfissa † (órgano)
- Suzy-A Vox (voz)
- Eddie Micro  (voz)

### Músicos de Apoyo
- Mónica Vargas (primera vocalista en ensayos)
- Román Sónico (primer guitarrista en ensayos)
- Ricardo Rendón (primer guitarrista en presentaciones)
- Azyi Kragdrom (batería)
- Josie Noise (batería)

## Formaciones
| Alineaciones | Alineaciones | Grabaciones | Festivales y eventos importantes |
| ------------ | --- | --- | --- |
| 1997         | - Susy A-Vox( voz) - Jenny Bombo (batería y voz) - Ali Gua Gua (guitarra y voz) - Tere Farfissa (órgano) - Jessy Bulbo (bajo y voz) | Ninguna | - Documental "Todos estan muriendo aqui"(parcial) |
| 1997-2001    | - Jenny Bombo (batería y voz) - Ali Gua Gua (guitarra y voz) - Jessy Bulbo (bajo y voz) - Susy A-Vox( voz)                          | - Yo fui una adolescente terrosatánica (album) - Vente en mi boca (cassette) - OST Perfume de Violetas - Mexican Madness (acoplado)                     | - Residencia de Jenny Bombo en EEUU - Residencia de Jessy Bulbo en Veracruz - Documental "Todos estan muriendo aqui"(parcial) |
| 2001-2002    | - Jenny Bombo (batería y voz) - Ali Gua Gua (guitarra y voz) - Jessy Bulbo (bajo y voz)                                             | - Ohh Síí, Más... Más !!! (album) - Que grosero (Video)                                                                                                 | - Documental "Una nena como yo no se toma a la ligera" - Presentación Tianguis Cultural del Chopo - Firma con Sony (Discos Termita) - Presentación a medios en Foro Alicia                                                                             |
| 2002-2003    | - Jenny Bombo (batería y voz) - Ali Gua Gua (guitarra y voz) - Roxxxy Glam (bajo) - Eddie Micro( voz)                               | - Descocada (video) | - Festival Vive Latino 2003 - Hard Rock Cafe con Moderatto |
| 2003-2013    | - Jenny Bombo (batería y voz) - Ali Gua Gua (guitarra y voz) - Roxxxy Glam (bajo y voz)                                             | - Corazón Rocker (album) - Muchachitos de Porra Vol. 2 (Acoplado) - OST Matando Cabos - OST 1973 - Godzilla (video) - El Rock de la Pájara Peggy(video) | - Rock al Parque (Colombia) - Cameo "Dream" película 2005 - XV en Foro Alicia - Primer Aniversario Resistencia (Telehit) - Presentación en Guaguarones SA - Un día con las Ultrasonicas (TV Azteca) - Gira USA - 30 Aniversario del Tianguis del Chopo |
| Pausa        | | | |
| 2023-2024    | - Jenny Bombo (batería y voz) - Ali Gua Gua (guitarra y voz) - Roxxxy Glam (bajo y voz)                                             | | - Rock al Parque 2023 (Primer concierto de reunión) - Indie Rocks! (Primer concierto en México) - Foro Cultural Hilvana - Skatex 2023 |
| 2024-Actual  | - Jenny Bombo (Guitarra y voz) - Roxxxy Glam (bajo y voz) - Azyi Kragdrom (Baterista de apoyo en vivo)                              | - Beso de 3 (sencillo) - Te la pelaste conmigo (sencillo)                                                                                               | - Festival Sirenas al Ataque - Sesiones 105 en Reactor - Festival Noches de Primavera - Tlaskalita - Indie Rocks! |

## Línea de Tiempo

### Origen de los nombres artísticos
Jenny Bombo : Jennifer Tijerina Diaz  utilizó un hipocorístico y elige su apellido debido a que su instrumento inicial en Ultrásonicas era la batería y una pieza central de dicho instrumento es el Bombo.
Ali Gua Gua : Ali Gardoqui De la Reguera tomo su apellido artístico del famoso pedal de guitarra Wah-Wah y aunque ahora la conocemos como Ali Gua Gua , en el primer disco estuvo acreditada como Ali Wah-Wah para posteriormente tropicalizar el término en Gua Gua.
Jessy Bulbo : Jessica Araceli Carrillo Cuevas utilizó también  un hipocorístico de su nombre  y tenía una afición por los amplificadores de Bulbos y eso fue motivo suficiente para la elección de su apellido artístico .
Roxxxy Glam : Rosalia Perez  utilizó un hipocorístico de su nombre con una variación utilizando la letra x así como rindiendo un homenaje a las bandas Rock Glam 
Susy A Vox :  Susana Vargas Codina eligió su apellido artístico por los amplificadores de la marca Vox del cual ella utilizaba uno para sus interpretaciones .
Eddie Micro : Flor Edwarda Gurrola era la única de las integrantes de su formación que no tocaba ningún instrumento y al hacerse cargo del micrófono opta por acortarlo a micro.
Tere Farfissa : Teresa Teran era propietaria de un órgano de la Marca Farfissa y de ahí su nombre artístico .

## Discografía
Demos:
- 1999 - Vente en mi boca -sesiones en vivo y demos- Cassette (Independiente)

Álbumes de estudio:
- 1998 - Yo fui una adolescente terrosatánica; Las versiones Demo LP (Munster Records / Electro Harmonics)

- 2000 - Yo fui una adolescente terrosatánica; Las versiones definitivas" CD (Munster Records)

- 2002 - Ohh Síí, Más... Más !!! CD (Sony Music / Discos Termita)

- 2007 - Corazón rocker CD (Independiente)

Sencillos:
- 2002 -  Qué Grosero! -CD Single Promo (Discos Termita /Sony Music )
- 2004 - Las Ultrasónicas / The Graves Brothers Deluxe - Cruzando La Pinche Frontera - Vinyl  7"(Picture Disc, 45 RPM, Edición Limitada) con la canción "Devil in the neighborhood" (Munster Records USA)

Acoplados y Bandas Sonoras:
- 1997 - Punkin'! CD (Munster Records) con la canción "Vente en mi boca" [20]
- 2000-  Munster Records Goes Hi-Fi (Munster Records) con la canción "Palomitas" [21]
- 2001 - OST Perfume de Violetas CD (Opción Sónica) con la canción "Monstruo Verde"

- 2002 - Mexican Madness CD (Independiente) con la canción "Vaquero Galáctico"
- 2002- Latin Alternative Music Conference 2002 Volumen 3 Not The Usual Suspects con el tema "Vente en mi boca"

- 2005 - OST Matando cabos CD (Universal) con la canción "Camel de Sevilla"

- 2006 - OST 1973 CD (Independiente) con la canción "Nada me pone"
- 2007 - Pumas: Muchachitos de porra Vol. 2 CD (Universal) con la canción "Blanco -que no te lo echen en cara-"

Promocionales:
- 2002 - Ezkucha #05 - Con el tema " ¡Qué grosero! " CD promocional de Sony la revista Ezkucha

## Documentales y especiales para TV
- 2000 - Todos están muriendo aquí, documental sobre los inicios de Las Ultrasónicas hecho por Ali Gua Gua guitarrista de la banda, durante su etapa de estudiante en el Centro de Capacitación Cinematográfica.

- 2003 - Una nena como yo no se toma a la ligera, documental sobre Las Ultrasónicas de Sergio García Michel.[22]
- 2005- Un día con las Ultrasónicas , especial para TV Azteca producido por  David Méndez[23]